# Linia kolejowa 111 Mátészalka – Záhony
Linia kolejowa Mátészalka – Záhony – linia kolejowa na Węgrzech. Jest to linia jednotorowa, w całości niezelektryfikowana. Łączy Mátészalka z Záhony. 

## Historia
Linia została otwarta 27 września 1905 roku.